# Partido Auténtico
Đảng Cách mạng Cuba – Xác thực (tiếng Tây Ban Nha: Partido Revolucionario Cubano – Auténtico, PRC-A), thường gọi là Đảng Xác thực (tiếng Tây Ban Nha: Partido Auténtico, PA), là đảng phái chính trị Cuba hoạt động tích cực nhất trong giai đoạn từ năm 1934 đến năm 1952. Mặc dù Partido Auténtico có ảnh hưởng đáng kể, nhưng cuối cùng đảng này trở nên mất lòng dân do các vụ bê bối tham nhũng và bất chấp những cải cách đáng kể, Fulgencio Batista vẫn trở lại nắm quyền sau một cuộc đảo chính.

## Lịch sử
Partido Auténtico có nguồn gốc từ Cách mạng dân tộc chủ nghĩa năm 1933. Đảng này được thành lập vào tháng 2 năm 1934 bởi nhiều cá nhân đã gây ra sự sụp đổ của Tổng thống Gerardo Machado vào năm trước để bảo vệ những thay đổi do Cách mạng năm 1933 gây ra.
Trong cuộc bầu cử Quốc hội Lập hiến năm 1939, đảng này là một phần của Mặt trận Đối lập chiến thắng và nổi lên là đảng lớn nhất trong Quốc hội. Hiến pháp năm 1940 của Cuba bị ảnh hưởng nặng nề bởi các tư tưởng dân tộc chủ nghĩa nằm ở trung tâm cương lĩnh của đảng.
Mặc dù đảng cũng giữ nhiều ghế nhất trong Hạ viện sau cuộc tổng tuyển cử năm 1940, nhưng ứng cử viên của đảng, Ramón Grau, đã thua trong cuộc bầu cử tổng thống. Trong cuộc bầu cử quốc hội năm 1942, đảng này đứng thứ ba và chỉ giành được 10 ghế. Grau tiếp tục giành chức tổng thống tại cuộc tổng tuyển cử năm 1944, cuộc tổng tuyển cử này cũng chứng kiến Partido Auténtico giành được nhiều ghế nhất trong Hạ viện. Đảng cũng giành chiến thắng trong cuộc bầu cử giữa kỳ năm 1946 với 30 ghế.
Trong cuộc tổng tuyển cử năm 1948, đảng đã thành lập liên minh với Đảng Cộng hòa, giúp Carlos Prío Socarrás giành được chức tổng thống, đồng thời giành được cả Hạ viện và Thượng viện. Một liên minh khác với Đảng Dân chủ và Đảng Tự do đã được thành lập cho cuộc bầu cử giữa kỳ năm 1950, và liên minh này cũng đã giành chiến thắng. Tuy nhiên, Partido Auténtico đã thua trong cuộc tổng tuyển cử năm 1954 trước Liên minh Tiến bộ Quốc gia của Fulgencio Batista.

## Kết quả bầu cử
| Hạ viện    |                          |                           |                             |     |                          |
| Năm bầu cử | # trên tổng số phiếu bầu | % trên phiếu bầu tổng thể | # trên tổng số ghế đã giành | +/– | Lãnh đạo                 |
| 1936       | không rõ (#1)            | không rõ                  | 90 / 162                    | –   | Ramón Grau               |
| 1939       | 225,223 (#1)             | 20.7                      | 18 / 76                     | 72  | Ramón Grau               |
| 1940       | không rõ (#1)            | không rõ                  | 34 / 162                    | 14  | Ramón Grau               |
| 1942       | không rõ (#3)            | không rõ                  | 10 / 57                     | 24  | Ramón Grau               |
| 1944       | không rõ (#3)            | không rõ                  | 19 / 70                     | 9   | Félix Lancís Sánchez     |
| 1946       | không rõ (#1)            | không rõ                  | 30 / 66                     | 11  | Raúl López del Castillo  |
| 1948       | không rõ (#1)            | không rõ                  | 29 / 70                     | 1   | Manuel Antonio de Varona |
| 1950       | không rõ (#1)            | không rõ                  | 42 / 66                     | 13  | Manuel Antonio de Varona |